# André Bacqué
André Bacqué (22 de marzo de 1880 – 11 de mayo de 1945) fue un actor teatral y cinematográfico de nacionalidad francesa. 

## Biografía
Nacido en Port-Sainte-Marie, Francia, ingresó en la Comédie-Française en 1925, siendo miembro número 387 de la misma entre 1934 y 1945.
Falleció en París, Francia, en 1945.

## Teatro

### Carrera ajena a laComédie-Française
- 1909 : Beethoven, de René Fauchois, escenografía de André Antoine, Teatro del Odéon
- 1909 : La Bigote, de Jules Renard, escenografía de André Antoine, Teatro del Odéon
- 1909 : Les Grands, de Pierre Veber y Serge Basset, Teatro del Odéon
- 1911 : L'Armée dans la ville, de Jules Romains, escenografía de André Antoine, Teatro del Odéon
- 1911 : Rivoli, de René Fauchois, Teatro del Odéon
- 1912 : Troilo y Crésida, de William Shakespeare, Teatro del Odéon
- 1912 : L'Honneur japonais, de Paul Anthelme, Teatro del Odéon
- 1913 : Le Procureur Hallers, de Louis Forest y Henry de Gorsse a partir de Paul Lindau, escenografía de Firmin Gémier, Théâtre Antoine
- 1914 : Un grand bourgeois, de Émile Fabre, escenografía de Firmin Gémier, Théâtre Antoine
- 1925 : La Vierge au grand cœur, de François Porché, escenografía de Simone Le Bargy, Théâtre de la Renaissance

### Carrera en laComédie-Française
- Ingreso en la Comédie-Française en 1925
- Miembro número 387 entre 1934 y 1945
- 1925 : Esther, de Jean Racine
- 1925 : Fantasio, de Alfred de Musset
- 1925 : Maître Favilla, de Jules Truffier a partir de George Sand
- 1926: Chatterton, de Alfred de Vigny
- 1929 : Le Marchand de Paris, de Edmond Fleg
- 1930 : Les Trois Henry, de André Lang, escenografía de Émile Fabre
- 1932 : L'Âge du fer, de Denys Amiel
- 1933 : Coriolano, de William Shakespeare, escenografía de Émile Fabre
- 1934 : L'Otage, de Paul Claudel, escenografía de Émile Fabre
- 1937 : Los negocios son los negocios, de Octave Mirbeau, escenografía de Fernand Ledoux
- 1938 : Madame Sans-Gêne, de Victorien Sardou y Émile Moreau
- 1938 : La Robe rouge, de Eugène Brieux
- 1938 : L'Otage, de Paul Claudel, escenografía de Émile Fabre
- 1938 : Un sombrero de paja de Italia, de Eugène Labiche y Marc-Michel, escenografía de Gaston Baty
- 1938 : El burgués gentilhombre, de Molière, escenografía de Denis d'Inès
- 1938 : Ruy Blas, de Victor Hugo, escenografía de Pierre Dux
- 1938 : Tricolore, de Pierre Lestringuez, escenografía de Louis Jouvet
- 1938 : Cyrano de Bergerac, de Edmond Rostand, escenografía de Pierre Dux
- 1939 : Rodogune, de Pierre Corneille
- 1939 : Las bodas de Fígaro, de Pierre-Augustin de Beaumarchais, escenografía de Charles Dullin
- 1939 : La Belle Aventure, de Gaston Arman de Caillavet, Robert de Flers y Étienne Rey
- 1940 : Noche de reyes, de William Shakespeare, escenografía de Jacques Copeau
- 1941 : André del Sarto, de Alfred de Musset, escenografía de Jean Debucourt

Director
- 1938 : La Coupe enchantée, de Jean de La Fontaine y Champmeslé

## Filmografía
- 1909 : Molière, de Léonce Perret
- 1910 : La Bouteille de lait, de Albert Capellani
- 1911 : Falstaff, de Henri Desfontaines
- 1911 : La Mégère apprivoisée, de Henri Desfontaines
- 1911 : Le Roman de la momie, de Henri Desfontaines
- 1913 : L'Homme nu, de Henri Desfontaines
- 1928 : Maldone, de Jean Grémillon
- 1934 : Un soir à la Comédie-Française, de Léonce Perret
- 1934 : Maria Chapdelaine, de Julien Duvivier
- 1935 : Golgotha, de Julien Duvivier
- 1935 : La Route heureuse, de Georges Lacombe
- 1937 : L'Occident, de Henri Fescourt
- 1943 : Le Comte de Monte-Cristo, de Robert Vernay
- 1943 : La Main du diable, de Maurice Tourneur